# Charmey
Charmey (toponimo francese; in tedesco Galmis, desueto) è una frazione di 1 993 abitanti del comune svizzero di Val-de-Charmey, nel Canton Friburgo (distretto della Gruyère).

## Storia

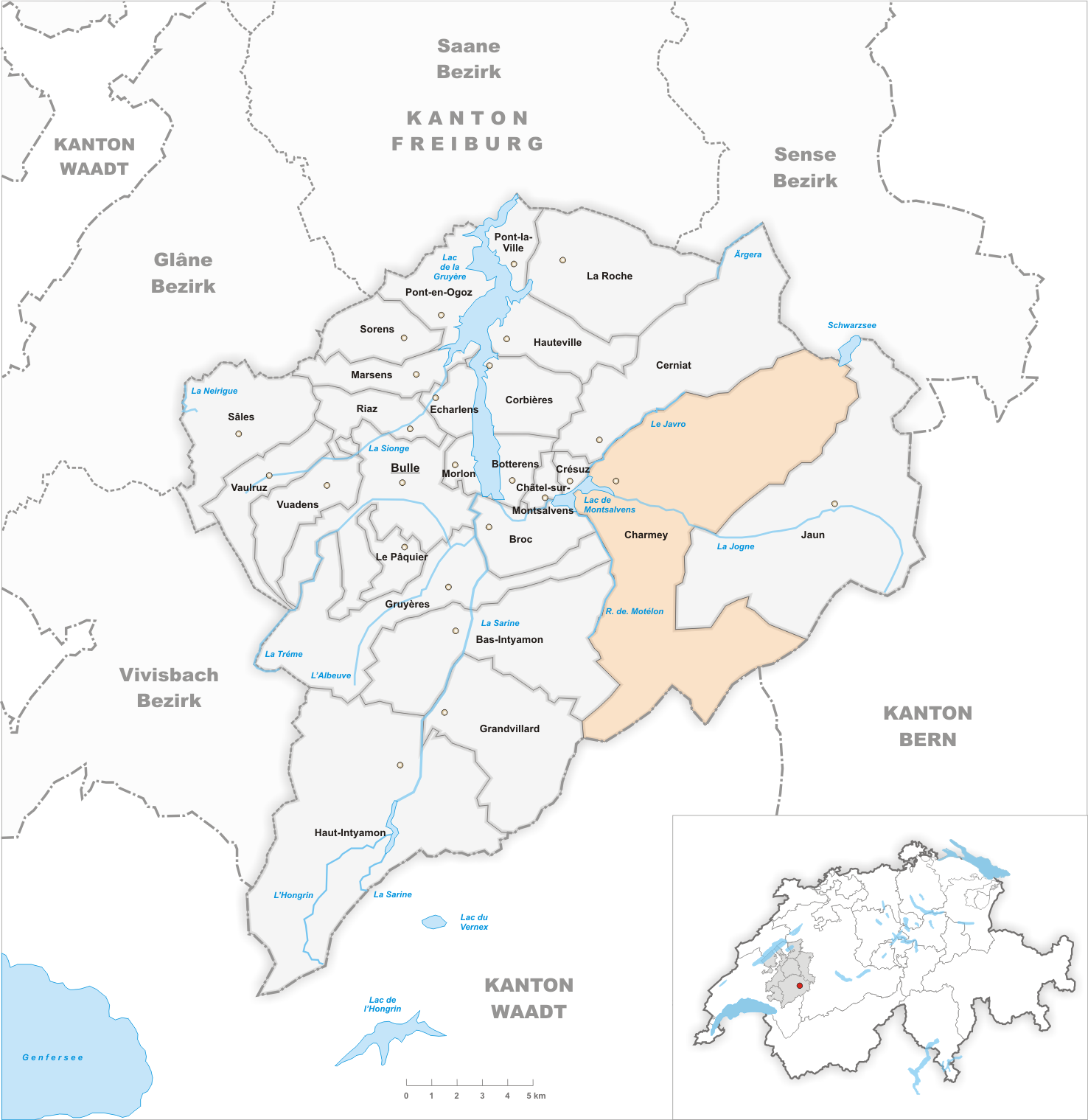
Il territorio del comune di Charmey prima degli accorpamenti comunali del 2014

Già comune autonomo che si estendeva per 78,44 km², il 1° gennaio  2014 è stato accorpato all'altro comune soppresso di Cerniat per formare il nuovo comune di Val-de-Charmey, del quale Charmey è il capoluogo.

## Monumenti e luoghi d'interesse

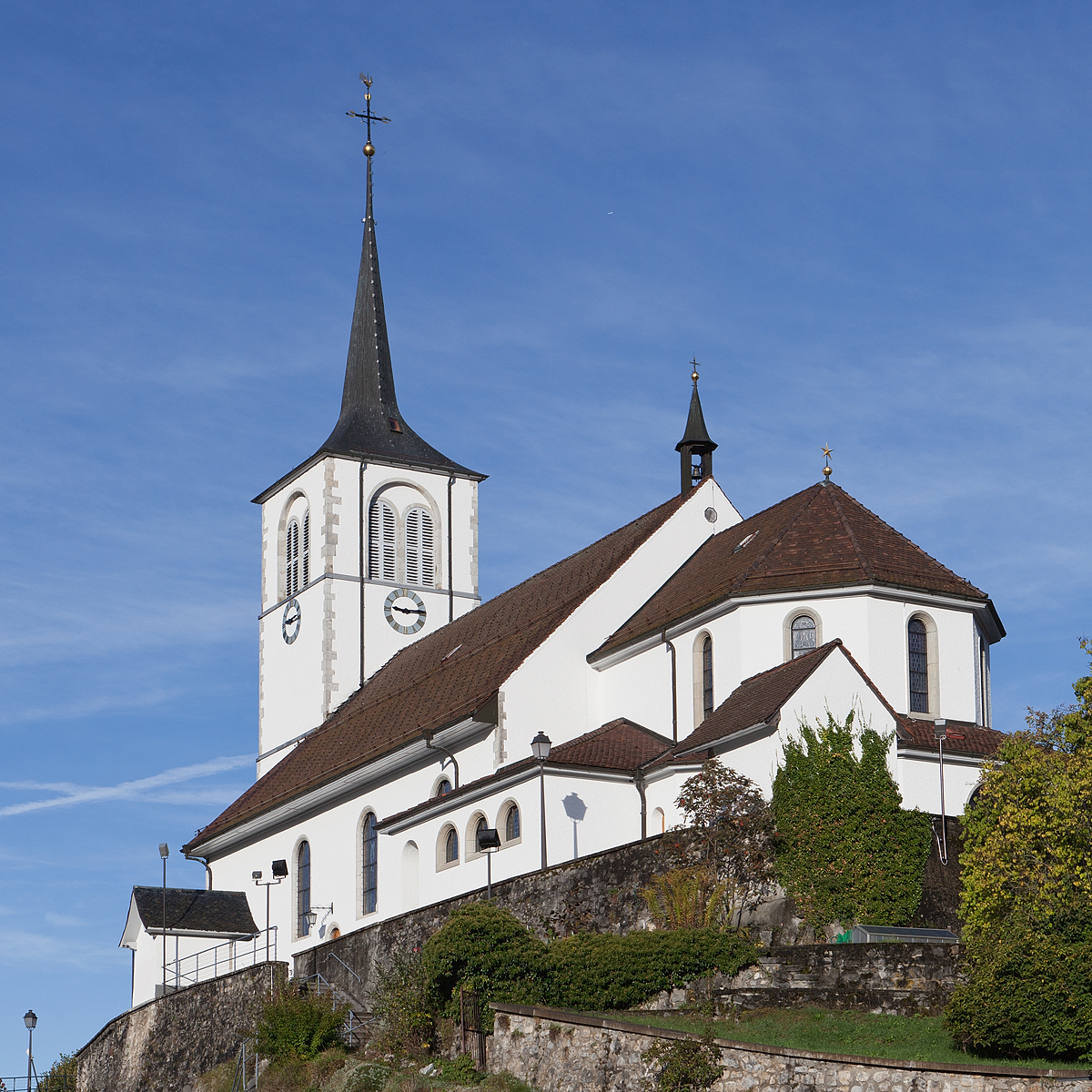
La chiesa cattolica di San Lorenzo

- Chiesa cattolica di San Lorenzo (della Santa Croce fino al 1735), attestata dal 1228[1].

## Società

### Evoluzione demografica
L'evoluzione demografica è riportata nella seguente tabella:
Abitanti censiti

## Economia
Charmey è una stazione sciistica sviluppatasi a partire dagli anni 1960.

## Amministrazione
Ogni famiglia originaria del luogo fa parte del comune patriziale che ha la responsabilità della manutenzione di ogni bene comune.